# Харингвлит
Харингвлит (нидерл. Haringvliet) — большой узкий залив Северного моря, важный эстуарий в дельте Рейна и Мааса в нидерландской провинции Южная Голландия.
Харингвлит образуется, когда река Холландс-Дип в районе деревни Нумансдорп разделяется на два эстуария: Харингвлит (правый) и Волкерак (левый). В настоящее время Харингвлит отделён от Северного моря Харингвлитскими шлюзами, построенными в общине Гудереде в рамках проекта «Дельта». По Харингвлитским шлюзам проходит дорога, соединяющая остров Ворне-Пюттен (на севере) с островом Гуре-Оверфлакке (на юге).
В эстуарии Харингвлит расположен остров Тингеметен, который отделён от речного острова Хуксевард проливом Вёйлегат.